# Championnats du monde de cyclisme sur piste 2015
Navigation
Cali 2014 Londres 2016

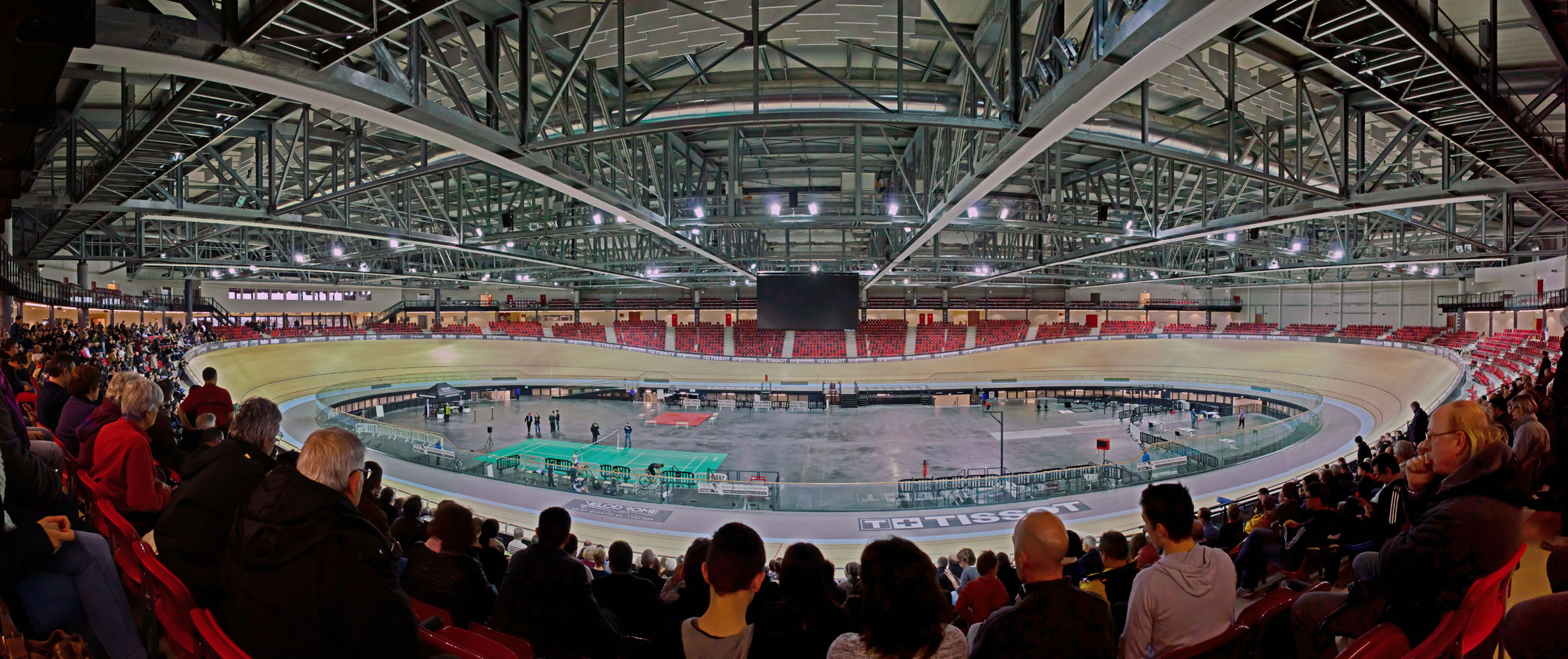
L'intérieur du vélodrome.

Les championnats du monde de cyclisme sur piste 2015 se déroulent à Montigny-le-Bretonneux, dans la communauté d'agglomération de Saint-Quentin-en-Yvelines en France, du 18 au 22 février 2015 sur le vélodrome de Saint-Quentin-en-Yvelines. Les 19 épreuves présentes aux championnats précédents sont au programme.

## Attribution des mondiaux
Initialement, le Mexique et la France sont candidats pour organiser ces mondiaux. Le Mexique dispose de deux vélodromes disponibles, à Guadalajara et Aguascalientes. Ils ont chacun accueilli une manche de Coupe du monde en 2013-2014. En mars 2014, la Fédération mexicaine décide de sélectionner Aguascalientes pour organiser les mondiaux, tandis que Guadalajara organise une manche de la Coupe du monde 2014-2015. Le contrat pour les championnats du monde est finalement obtenu par la France sur son nouveau vélodrome.

## Déroulement des championnats
La nation la plus récompensée lors de ces championnats du monde est la France, le pays organisateur, avec un total de sept médailles, dont cinq d'or. Il s'agit du meilleur bilan de la France depuis 1999. La France remporte les quatre titres décernés lors des épreuves de sprint messieurs, ce qui n'était jamais arrivée dans l'histoire des mondiaux. Deux médailles d'or sont gagnées par François Pervis dans l'épreuve du kilomètre contre-la-montre et du keirin et deux autres par le multiple champion du monde Grégory Baugé en vitesse individuelle et par équipes. La cinquième médaille d'or est remportée par le duo de la course à l'américaine Bryan Coquard et Morgan Kneisky.
L'Australie se classe à la deuxième place du tableau des médailles avec quatre médailles d'or, mais avec un bilan de onze médailles au total (record de ces championnats). Les médailles d'or ont été remportées principalement par les femmes dans les disciplines d'endurance. Anna Meares en remportant le tournoi de keirin, devient la cycliste sur piste la plus titrée de l'histoire avec onze titres de championne du monde.
Troisième au classement des médailles, l'Allemagne termine ses mondiaux avec trois titres et sept médailles. Alors que les sprinteurs masculins ont été incapables de confirmer leurs résultats des années précédentes, Kristina Vogel a montré des nerfs solides et défendue avec succès son titre mondial de vitesse obtenue l'année précédente, malgré un automne difficile et une préparation retardée. Cette nouvelle médaille d'or, en fait la cycliste le plus médaillée de l'Allemagne. Les autres médailles d'or sont gagnées par Stephanie Pohl dans la course aux points et Lucas Liss dans la course scratch.
Le Suisse Stefan Küng remporte la médaille d'or en poursuite individuelle, après avoir battu dans le dernier tour le favori australien Jack Bobridge. En outre, deux records du monde féminins sont battus durant ces championnats : en vitesse par équipes et en poursuite par équipes. La Grande-Bretagne termine ces championnats sans médaille d'or pour la première fois depuis 2001.
Le matin de la quatrième journée de la compétition, le Colombien Fabián Puerta est entré en collision pendant l'échauffement avec l'ex-championne du monde du keirin, la Lituanienne Simona Krupeckaitė. Puerta a subi une blessure traumatique du cerveau, des abrasions et des blessures au visage. Aussi, Krupeckaite, qui la veille avait terminé septième du tournoi de vitesse, doit portée une minerve pour stabiliser son cou. Cependant, le lendemain, elle participe au keirin. Puerta quitte l'hôpital le lendemain de sa chute, mais ne peut participer au tournoi de vitesse.
L'après-midi du même jour, des gouttes d'eau tombent du plafond sur la piste. Les commissaires interrompent les compétitions durant plusieurs minutes à plusieurs reprises pour essuyer la piste.

## Calendrier des compétitions
Le programme des compétitions est le suivant :
| Date            | Horaire | Compétition                                                          |
| --------------- | ------- | -------------------------------------------------------------------- |
| 18 février 2015 | 15:00   | Poursuite par équipes femmes - qualification                         |
| 18 février 2015 | 15:00   | Poursuite par équipes hommes - qualification                         |
| 18 février 2015 | 19:00   | Vitesse par équipes femmes - qualification                           |
| 18 février 2015 | 19:00   | Vitesse par équipes hommes - qualification                           |
| 18 février 2015 | 19:00   | Course aux points femmes                                             |
| 18 février 2015 | 19:00   | Vitesse par équipes femmes - finales                                 |
| 18 février 2015 | 19:00   | Vitesse par équipes hommes - finales                                 |
| 19 février 2015 | 16:00   | Poursuite par équipes femmes - 1er tour                              |
| 19 février 2015 | 16:00   | Keirin hommes - 1er tour et repêchages                               |
| 19 février 2015 | 16:00   | Poursuite par équipes hommes - 1er tour                              |
| 19 février 2015 | 19:00   | 500 mètres contre-la-montre femmes                                   |
| 19 février 2015 | 19:00   | Keirin hommes - 2e tour                                              |
| 19 février 2015 | 19:00   | Poursuite par équipes femmes - finales                               |
| 19 février 2015 | 19:00   | Keirin hommes - finales                                              |
| 19 février 2015 | 19:00   | Scratch hommes                                                       |
| 19 février 2015 | 19:00   | Poursuite par équipes hommes - finales                               |
| 20 février 2015 | 14:00   | Vitesse individuelle femmes - qualification, 1/16, 1/8 et repêchages |
| 20 février 2015 | 14:00   | Omnium hommes - tour lancé                                           |
| 20 février 2015 | 14:00   | Poursuite individuelle femmes - qualification                        |
| 20 février 2015 | 14:00   | Omnium hommes - poursuite individuelle                               |
| 20 février 2015 | 19:00   | Kilomètre contre-la-montre hommes                                    |
| 20 février 2015 | 19:00   | Vitesse individuelle femmes - 1/4 de finale et match de classement   |
| 20 février 2015 | 19:00   | Course aux points hommes                                             |
| 20 février 2015 | 19:00   | Poursuite individuelle femmes - finale                               |
| 20 février 2015 | 19:00   | Omnium hommes - course par élimination                               |

| Date            | Horaire | Compétition                                                          |
| --------------- | ------- | -------------------------------------------------------------------- |
| 21 février 2015 | 13:00   | Vitesse individuelle hommes - qualification, 1/16, 1/8 et repêchages |
| 21 février 2015 | 13:00   | Omnium hommes - scratch                                              |
| 21 février 2015 | 13:00   | Omnium hommes - kilomètre contre-la-montre                           |
| 21 février 2015 | 13:00   | Omnium femmes - poursuite individuelle                               |
| 21 février 2015 | 13:00   | Omnium femmes - tour lancé                                           |
| 21 février 2015 | 13:00   | Omnium hommes - poursuite individuelle                               |
| 21 février 2015 | 19:00   | Vitesse individuelle femmes - 1/2 finales                            |
| 21 février 2015 | 19:00   | Scratch femmes                                                       |
| 21 février 2015 | 19:00   | Omnium hommes - course aux points                                    |
| 21 février 2015 | 19:00   | Vitesse individuelle femmes - finales                                |
| 21 février 2015 | 19:00   | Poursuite individuelle hommes - finales                              |
| 21 février 2015 | 19:00   | Omnium femmes - course par élimination                               |
| 22 février 2015 | 11:00   | Omnium femmes - 500 mètres contre-la-montre                          |
| 22 février 2015 | 11:00   | Vitesse individuelle hommes - 1/4 de finale et match de classement   |
| 22 février 2015 | 11:00   | Keirin femmes - 1er tour et repêchages                               |
| 22 février 2015 | 11:00   | Omnium femmes - tour lancé                                           |
| 22 février 2015 | 14:00   | Vitesse individuelle hommes - 1/2 finales                            |
| 22 février 2015 | 14:00   | Keirin femmes - 2e tour                                              |
| 22 février 2015 | 14:00   | Vitesse individuelle hommes - finales                                |
| 22 février 2015 | 14:00   | Omnium femmes - course aux points                                    |
| 22 février 2015 | 14:00   | Keirin femmes - finales                                              |
| 22 février 2015 | 14:00   | Course à l'américaine hommes                                         |

## Nations participantes
383 cyclistes représentant 36 pays participent à ces championnats,. Le nombre d'engagés par pays est noté entre parenthèses.
| Pays participants |
| --- |
| - Afrique du Sud (3) - Allemagne (21) - Argentine (6) - Australie (20) - Autriche (2) - Belgique (10) - Biélorussie (12) - Brésil (4) - Canada (13) - Chine (21) - Colombie (14) - Corée du Sud (4) - Cuba (6) - Danemark (6) - Espagne (15) - États-Unis (14) - France (21) - Grande-Bretagne (20) - Grèce (2) - Hong Kong (11) - Irlande (9) - Italie (20) - Japon (13) - Lituanie (4) - Malaisie (3) - Mexique (4) - Nouvelle-Zélande (18) - Pays-Bas (13) - Pologne (14) - Portugal (3) - Tchéquie (9) - Russie (27) - Slovaquie (1) - Suisse (7) - Ukraine (8) - Venezuela (5) |

## Médaillés

### Hommes
| Épreuves                                       | Or                                                                             | Or             | Argent                                                                | Argent         | Bronze                                                                     | Bronze         |
| ---------------------------------------------- | ------------------------------------------------------------------------------ | -------------- | --------------------------------------------------------------------- | -------------- | -------------------------------------------------------------------------- | -------------- |
| Kilomètre contre-la-montre résultats détaillés | François Pervis                                                                | 1 min 00 s 207 | Joachim Eilers                                                        | 1 min 00 s 294 | Matthew Archibald                                                          | 1 min 00 s 470 |
| Keirin résultats détaillés                     | François Pervis                                                                |                | Edward Dawkins                                                        | +0.085         | Azizulhasni Awang                                                          | +0.229         |
| Vitesse résultats détaillés                    | Grégory Baugé                                                                  |                | Denis Dmitriev                                                        |                | Quentin Lafargue                                                           |                |
| Vitesse par équipes résultats détaillés        | Grégory Baugé Michaël D'Almeida Kévin Sireau France                            | 43 s 136       | Edward Dawkins Ethan Mitchell Sam Webster Nouvelle-Zélande            | DSQ            | Joachim Eilers René Enders Robert Förstemann Allemagne                     | 43 s 339       |
| Poursuite individuelle résultats détaillés     | Stefan Küng                                                                    | 4 min 18 s 915 | Jack Bobridge                                                         | 4 min 19 s 184 | Julien Morice                                                              | 4 min 21 s 419 |
| Poursuite par équipes résultats détaillés      | Alex Frame Dylan Kennett Regan Gough Pieter Bulling Marc Ryan Nouvelle-Zélande | 3 min 54 s 088 | Andrew Tennant Owain Doull Steven Burke Edward Clancy Grande-Bretagne | 3 min 54 s 687 | Miles Scotson Alexander Edmondson Mitchell Mulhern Jack Bobridge Australie |                |
| Course aux points résultats détaillés          | Artur Ershov                                                                   | 31 pts         | Eloy Teruel                                                           | 30 pts         | Maximilian Beyer                                                           | 29 pts         |
| Américaine résultats détaillés                 | Morgan Kneisky Bryan Coquard France                                            | 21 pts         | Elia Viviani Liam Bertazzo Italie                                     | 20 pts         | Otto Vergaerde Jasper de Buyst Belgique                                    | 15 pts         |
| Scratch résultats détaillés                    | Lucas Liss                                                                     |                | Albert Torres                                                         |                | Bobby Lea                                                                  |                |
| Omnium résultats détaillés                     | Fernando Gaviria                                                               | 205 pts        | Glenn O'Shea                                                          | 190 pts        | Elia Viviani                                                               | 181 pts        |

### Femmes
| Épreuves                                        | Or                                                                     | Or                  | Argent                                                               | Argent         | Bronze                                                               | Bronze         |
| ----------------------------------------------- | ---------------------------------------------------------------------- | ------------------- | -------------------------------------------------------------------- | -------------- | -------------------------------------------------------------------- | -------------- |
| 500 mètres contre-la-montre résultats détaillés | Anastasiia Voinova                                                     | 33 s 149            | Anna Meares                                                          | 33 s 425       | Miriam Welte                                                         | 33 s 699       |
| Keirin résultats détaillés                      | Anna Meares                                                            |                     | Shanne Braspennincx                                                  |                | Lisandra Guerra                                                      |                |
| Vitesse résultats détaillés                     | Kristina Vogel                                                         |                     | Elis Ligtlee                                                         |                | Zhong Tianshi                                                        |                |
| Vitesse par équipes résultats détaillés         | Gong Jinjie Zhong Tianshi Chine                                        | 32 s 034 (WR)       | Daria Shmeleva Anastasiia Voinova Russie                             | 32 s 438       | Kaarle McCulloch Anna Meares Australie                               | 32 s 723       |
| Poursuite résultats détaillés                   | Rebecca Wiasak                                                         | 3 min 30 s 305      | Jennifer Valente                                                     | 3 min 33 s 867 | Amy Cure                                                             | 3 min 32 s 907 |
| Poursuite par équipes résultats détaillés       | Annette Edmondson Ashlee Ankudinoff Amy Cure Melissa Hoskins Australie | 4 min 13 s 683 (WR) | Katie Archibald Laura Trott Elinor Barker Joanna Rowsell Royaume-Uni | 4 min 16 s 702 | Allison Beveridge Jasmin Glaesser Kirsti Lay Stephanie Roorda Canada | 4 min 17 s 864 |
| Course aux points résultats détaillés           | Stephanie Pohl                                                         | 38 pts              | Minami Uwano                                                         | 28 pts         | Kimberly Geist                                                       | 25 pts         |
| Scratch résultats détaillés                     | Kirsten Wild                                                           |                     | Amy Cure                                                             |                | Allison Beveridge                                                    |                |
| Omnium résultats détaillés                      | Annette Edmondson                                                      | 192 pts             | Laura Trott                                                          | 176 pts        | Kirsten Wild                                                         | 175 pts        |

## Résultats détaillés

### Hommes

#### Kilomètre
Le Français François Pervis conserve son titre sur la distance. Il s'agit de sa deuxième médaille d'or sur ces championnats après le keirin.
| Pos                | Nom                  | Pays             | Temps         |
| ------------------ | -------------------- | ---------------- | ------------- |
| Médaille d'or      | François Pervis      | France           | 1:00.207      |
| Médaille d'argent  | Joachim Eilers       | Allemagne        | 1:00.294      |
| Médaille de bronze | Matthew Archibald    | Nouvelle-Zélande | 1:00.470      |
| 4                  | Quentin Lafargue     | France           | 1:00.648      |
| 5                  | Fabián Puerta        | Colombie         | 1:00.907      |
| 6                  | Michaël D'Almeida    | France           | 1:01.036      |
| 7                  | Callum Skinner       | Royaume-Uni      | 1:01.071      |
| 8                  | Im Chae-bin          | Corée du Sud     | 1:01.103      |
| 9                  | Simon van Velthooven | Nouvelle-Zélande | 1:01.157      |
| 10                 | Kamil Kuczyński      | Pologne          | 1:01.583      |
| 11                 | Eric Engler          | Allemagne        | 1:01.653      |
| 12                 | Kian Emadi           | Royaume-Uni      | 1:01.736      |
| 13                 | Francesco Ceci       | Italie           | 1:01.924      |
| 14                 | Robin Wagner         | Tchéquie         | 1:01.976      |
| 15                 | Anderson Parra       | Colombie         | 1:02.126      |
| 16                 | Hugo Haak            | Pays-Bas         | 1:02.230      |
| 17                 | Tomáš Bábek          | Tchéquie         | 1:02.771      |
| 18                 | Wu Lok Chun          | Hong Kong        | 1:04.043      |
| 19                 | Eugene Soule         | Afrique du Sud   | 1:08.422      |
|                    | José Moreno Sánchez  | Espagne          | Pas au départ |

#### Keirin
- Finale

| Pos                | Nom               | Pays             | Temps  | Notes |
| ------------------ | ----------------- | ---------------- | ------ | ----- |
| Médaille d'or      | François Pervis   | France           |        |       |
| Médaille d'argent  | Edward Dawkins    | Nouvelle-Zélande | +0.085 |       |
| Médaille de bronze | Azizulhasni Awang | Malaisie         | +0.229 |       |
| 4                  | Maximilian Levy   | Allemagne        | +0.274 |       |
| 5                  | Nikita Shurshin   | Russie           | +0.287 |       |
| 6                  | Sam Webster       | Nouvelle-Zélande | +0.968 |       |

- Petite finale

| Pos | Nom               | Pays      | Temps  | Notes |
| --- | ----------------- | --------- | ------ | ----- |
| 7   | Fabián Puerta     | Colombie  |        |       |
| 8   | Stefan Bötticher  | Allemagne | +0.040 |       |
| 9   | Matthijs Büchli   | Pays-Bas  | +0.093 |       |
| 10  | Matthew Glaetzer  | Australie | +0.343 |       |
| 11  | Michaël D'Almeida | France    | +0.407 |       |
| 12  | Krzysztof Maksel  | Pologne   | +0.494 |       |

#### Vitesse
- Finales

| Manche                           | Nom              | Pays     | 1re manche | 2e manche | 3e manche |
| -------------------------------- | ---------------- | -------- | ---------- | --------- | --------- |
| Match pour la médaille d'or      |                  |          |            |           |           |
| Médaille d'or                    | Grégory Baugé    | France   | X          | X         |           |
| Médaille d'argent                | Denis Dmitriev   | Russie   |            |           |           |
| Match pour la médaille de bronze |                  |          |            |           |           |
| Médaille de bronze               | Quentin Lafargue | France   | X          |           | X         |
| 4                                | Jeffrey Hoogland | Pays-Bas |            | X         |           |

#### Vitesse par équipes
- Finales

| Pos                              | Nom                                               | Pays             | Temps    |
| -------------------------------- | ------------------------------------------------- | ---------------- | -------- |
| Match pour la médaille d'or      |                                                   |                  |          |
| Médaille d'or                    | Grégory Baugé Michaël D'Almeida Kévin Sireau      | France           | 43 s 136 |
| Médaille d'argent                | Edward Dawkins Ethan Mitchell Sam Webster         | Nouvelle-Zélande | DSQ      |
| Match pour la médaille de bronze |                                                   |                  |          |
| Médaille de bronze               | Joachim Eilers René Enders Robert Förstemann      | Allemagne        | 43 s 339 |
| 4                                | Denis Dmitriev Nikita Shurshin Pavel Yakushevskiy | Russie           | 43 s 468 |

#### Poursuite individuelle
- Finales

| Course pour la médaille d'or      |                 |           |          |
| Médaille d'or                     | Stefan Küng     | Suisse    | 4:18.915 |
| Médaille d'argent                 | Jack Bobridge   | Australie | 4:19.184 |
| Course pour la médaille de bronze |                 |           |          |
| Médaille de bronze                | Julien Morice   | France    | 4:21.419 |
| 4                                 | Alexander Serov | Russie    | 4:21.801 |

#### Poursuite par équipes
64 cyclistes de 16 pays participent au tour de qualification.
- Finales

| Pos                              | Nom                                                              | Pays             | Temps    |
| -------------------------------- | ---------------------------------------------------------------- | ---------------- | -------- |
| Match pour la médaille d'or      |                                                                  |                  |          |
| Médaille d'or                    | Pieter Bulling Dylan Kennett Alex Frame Regan Gough              | Nouvelle-Zélande | 3:54.088 |
| Médaille d'argent                | Ed Clancy Steven Burke Owain Doull Andrew Tennant                | Royaume-Uni      | 3:54.687 |
| Match pour la médaille de bronze |                                                                  |                  |          |
| Médaille de bronze               | Jack Bobridge Alexander Edmondson Mitchell Mulhern Miles Scotson | Australie        |          |
| 4                                | Theo Reinhardt Henning Bommel Kersten Thiele Domenic Weinstein   | Allemagne        | rejoint  |
| Match pour la cinquième place    |                                                                  |                  |          |
| 5                                | Artur Ershov Alexander Evtushenko Ivan Kovalev Alexander Serov   | Russie           | 3:56.870 |
| 6                                | Olivier Beer Stefan Küng Frank Pasche Thery Schir                | Suisse           | 3:58.158 |
| Match pour la septième place     |                                                                  |                  |          |
| 7                                | Bryan Coquard Julien Duval Damien Gaudin Julien Morice           | France           | 3:59.938 |
| 8                                | Tim Veldt Wim Stroetinga Dion Beukeboom Roy Eefting              | Pays-Bas         | 4:01.320 |

#### Course aux points

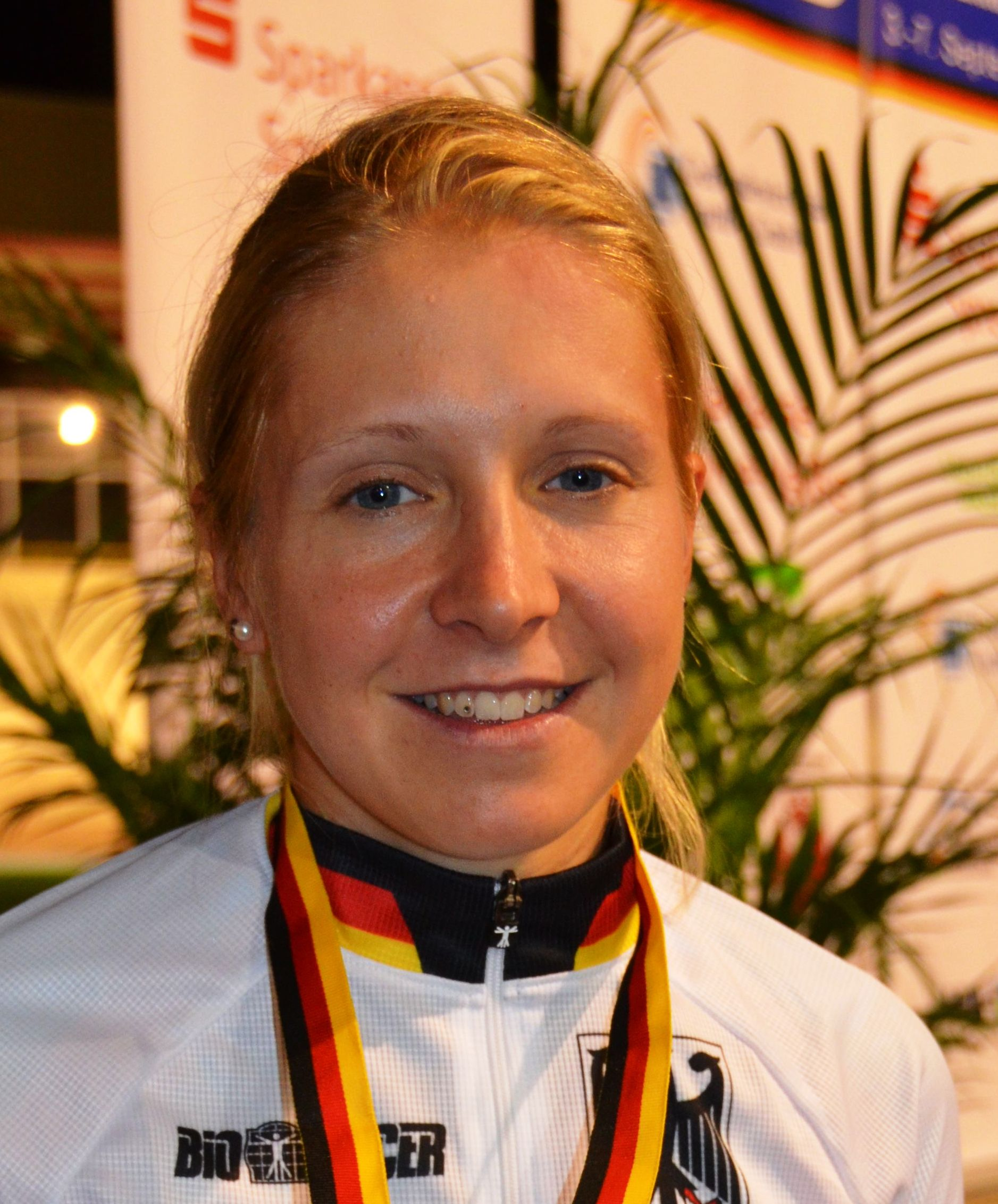
Stephanie Pohl (ici en 2014) devient championne du monde de la course aux points.

| Pos                | Nom                 | Pays             | Points au sprint | Points au tour | Total |
| ------------------ | ------------------- | ---------------- | ---------------- | -------------- | ----- |
| Médaille d'or      | Artur Ershov        | Russie           | 11               | 20             | 31    |
| Médaille d'argent  | Eloy Teruel         | Espagne          | 10               | 20             | 30    |
| Médaille de bronze | Maximilian Beyer    | Allemagne        | 9                | 20             | 29    |
| 4                  | Regan Gough         | Nouvelle-Zélande | 9                | 20             | 29    |
| 5                  | Cheung King Lok     | Hong Kong        | 7                | 20             | 27    |
| 6                  | Liam Bertazzo       | Italie           | 24               | 0              | 24    |
| 7                  | Scott Law           | Australie        | 18               | 0              | 18    |
| 8                  | Raman Ramanau       | Biélorussie      | 16               | 0              | 16    |
| 9                  | Benjamin Thomas     | France           | 16               | 0              | 16    |
| 10                 | Nicholas Rogers     | États-Unis       | 12               | 0              | 12    |
| 11                 | Kazushige Kuboki    | Japon            | 10               | 0              | 10    |
| 12                 | Moreno De Pauw      | Belgique         | 10               | 0              | 10    |
| 13                 | Vojtěch Hačecký     | Tchéquie         | 6                | 0              | 6     |
| 14                 | Wojtek Pszczolarski | Pologne          | 5                | 0              | 5     |
| 15                 | Wim Stroetinga      | Pays-Bas         | 5                | 0              | 5     |
| 16                 | Edwin Ávila         | Colombie         | 4                | 0              | 4     |
| 17                 | Mark Christian      | Royaume-Uni      | 3                | 0              | 3     |
| 18                 | Andreas Graf        | Autriche         | 0                | 0              | 0     |
| 19                 | Vitaliy Hryniv      | Ukraine          | 0                | 0              | 0     |
|                    | Cyrille Thièry      | Suisse           | Abandon          |                |       |

#### Américaine
| Pos                | Nom                                | Pays             | Points | Tours |
| ------------------ | ---------------------------------- | ---------------- | ------ | ----- |
| Médaille d'or      | Bryan Coquard Morgan Kneisky       | France           | 21     |       |
| Médaille d'argent  | Liam Bertazzo Elia Viviani         | Italie           | 20     |       |
| Médaille de bronze | Jasper De Buyst Otto Vergaerde     | Belgique         | 15     |       |
| 4                  | David Muntaner Albert Torres       | Espagne          | 15     |       |
| 5                  | Henning Bommel Theo Reinhardt      | Allemagne        | 12     |       |
| 6                  | Martin Bláha Vojtěch Hačecký       | Tchéquie         | 3      |       |
| 7                  | Jack Bobridge Glenn O'Shea         | Australie        | 8      | −1    |
| 8                  | Jonathan Dibben Owain Doull        | Royaume-Uni      | 2      | −1    |
| 9                  | Andreas Graf Andreas Müller        | Autriche         | 2      | −1    |
| 10                 | Juan Esteban Arango Weimar Roldán  | Colombie         | 5      | −2    |
| 11                 | Roman Gladysh Vladislav Kreminskyi | Ukraine          | 4      | −2    |
| 12                 | Thery Schir Frank Pasche           | Suisse           | 2      | −2    |
| 13                 | Cheung King Lok Leung Chun Wing    | Hong Kong        | 1      | −2    |
|                    | Pieter Bulling Regan Gough         | Nouvelle-Zélande | DNF    |       |

#### Scratch
| Pos                | Nom                 | Pays             | Tours   |
| ------------------ | ------------------- | ---------------- | ------- |
| Médaille d'or      | Lucas Liss          | Allemagne        |         |
| Médaille d'argent  | Albert Torres       | Espagne          |         |
| Médaille de bronze | Bobby Lea           | États-Unis       |         |
| 4                  | Roman Gladysh       | Ukraine          |         |
| 5                  | Cheung King Lok     | Hong Kong        |         |
| 6                  | Matthew Gibson      | Royaume-Uni      |         |
| 7                  | Ivan Kovalev        | Russie           |         |
| 8                  | Morgan Kneisky      | France           |         |
| 9                  | Andreas Müller      | Autriche         |         |
| 10                 | Martyn Irvine       | Irlande          |         |
| 11                 | Otto Vergaerde      | Belgique         |         |
| 12                 | Scott Law           | Australie        |         |
| 13                 | Hardzei Tsishchanka | Biélorussie      |         |
| 14                 | Jiří Hochmann       | Tchéquie         |         |
| 15                 | Tim Veldt           | Pays-Bas         |         |
| 16                 | Adrian Tekliński    | Pologne          | −1      |
| 17                 | Rui Oliveira        | Portugal         | −1      |
| 18                 | Cyrille Thièry      | Suisse           | −1      |
| 19                 | Alex Buttazzoni     | Italie           | −1      |
|                    | Regan Gough         | Nouvelle-Zélande | Abandon |

#### Omnium
- Classement final

| Pos                | Nom                 | Pays             | Total |
| ------------------ | ------------------- | ---------------- | ----- |
| Médaille d'or      | Fernando Gaviria    | Colombie         | 205   |
| Médaille d'argent  | Glenn O'Shea        | Australie        | 190   |
| Médaille de bronze | Elia Viviani        | Italie           | 181   |
| 4                  | Jasper De Buyst     | Belgique         | 178   |
| 5                  | Aaron Gate          | Nouvelle-Zélande | 173   |
| 6                  | Raman Tsishkou      | Biélorussie      | 159   |
| 7                  | Gaël Suter          | Suisse           | 149   |
| 8                  | Thomas Boudat       | France           | 144   |
| 9                  | Viktor Manakov      | Russie           | 141   |
| 10                 | Tim Veldt           | Pays-Bas         | 139   |
| 11                 | Lucas Liss          | Allemagne        | 134   |
| 12                 | Jonathan Dibben     | Royaume-Uni      | 123   |
| 13                 | Casper Pedersen     | Danemark         | 117   |
| 14                 | Liu Hao             | Chine            | 115   |
| 15                 | Gideoni Monteiro    | Brésil           | 112   |
| 16                 | Leung Chun Wing     | Hong Kong        | 76    |
| 17                 | Martyn Irvine       | Irlande          | 70    |
| 18                 | Jacob Duehring      | États-Unis       | 71    |
| 19                 | Ioánnis Spanópoulos | Grèce            | 55    |
| 20                 | Unai Elorriaga      | Espagne          | 52    |
| 21                 | Timur Gumerov       | Ouzbékistan      | −13   |

### Femmes

#### 500 mètres
| Pos                | Nom                 | Pays             | Temps    | Notes |
| ------------------ | ------------------- | ---------------- | -------- | ----- |
| Médaille d'or      | Anastasiia Voinova  | Russie           | 33 s 149 |       |
| Médaille d'argent  | Anna Meares         | Australie        | 33 s 425 |       |
| Médaille de bronze | Miriam Welte        | Allemagne        | 33 s 699 |       |
| 4                  | Elis Ligtlee        | Pays-Bas         | 33 s 775 |       |
| 5                  | Lee Wai Sze         | Hong Kong        | 33 s 788 |       |
| 6                  | Virginie Cueff      | France           | 33 s 926 |       |
| 7                  | Elena Brezhniva     | Russie           | 33 s 999 |       |
| 8                  | Daria Shmeleva      | Russie           | 34 s 141 |       |
| 9                  | Lisandra Guerra     | Cuba             | 34 s 226 |       |
| 10                 | Tania Calvo         | Espagne          | 34 s 280 |       |
| 11                 | Sandie Clair        | France           | 34 s 425 |       |
| 12                 | Katie Schofield     | Nouvelle-Zélande | 34 s 595 |       |
| 13                 | Katy Marchant       | Royaume-Uni      | 34 s 633 |       |
| 14                 | Stephanie McKenzie  | Nouvelle-Zélande | 34 s 722 |       |
| 15                 | Victoria Williamson | Royaume-Uni      | 34 s 904 |       |
| 16                 | Juliana Gaviria     | Colombie         | 35 s 123 |       |
| 17                 | Daniela Gaxiola     | Mexique          | 35 s 803 |       |
| 18                 | Kate O'Brien        | Canada           | 35 s 921 |       |
| 19                 | Mariaesthela Vilera | Venezuela        | 35 s 926 |       |
| 20                 | Olena Tsyos         | Ukraine          | 36 s 286 |       |
| 21                 | Annerine Wenhold    | Afrique du Sud   | 39 s 054 |       |

#### Keirin
- Finale

| Pos                | Nom                 | Pays      | Écart  |
| ------------------ | ------------------- | --------- | ------ |
| Médaille d'or      | Anna Meares         | Australie |        |
| Médaille d'argent  | Shanne Braspennincx | Pays-Bas  | +0.064 |
| Médaille de bronze | Lisandra Guerra     | Cuba      | +0.219 |
| 4                  | Monique Sullivan    | Canada    | +0.371 |
| 5                  | Lin Junhong         | Chine     | +0.623 |
| 6                  | Stephanie Morton    | Australie |        |

- Petite finale

| Pos | Nom             | Pays         | Écart  |
| --- | --------------- | ------------ | ------ |
| 7   | Lee Wai Sze     | Hong Kong    |        |
| 8   | Elena Brejniva  | Russie       | +0.132 |
| 9   | Lee Hye-jin     | Corée du Sud | +0.190 |
| 10  | Zhong Tianshi   | Chine        | +0.279 |
| 11  | Guo Shuang      | Chine        | +0.382 |
| 12  | Fatehah Mustapa | Malaisie     | +1.109 |

#### Vitesse
Finales
| Manche                           | Nom              | Pays      | 1re manche | 2e manche | 3e manche |
| -------------------------------- | ---------------- | --------- | ---------- | --------- | --------- |
| Match pour la médaille d'or      |                  |           |            |           |           |
| Médaille d'or                    | Kristina Vogel   | Allemagne | X          | X         |           |
| Médaille d'argent                | Elis Ligtlee     | Pays-Bas  | +0.001     | +0.152    |           |
| Match pour la médaille de bronze |                  |           |            |           |           |
| Médaille de bronze               | Zhong Tianshi    | Chine     | X          | X         |           |
| 4                                | Stephanie Morton | Australie | +0.137     | +0.037    |           |

#### Vitesse par équipes
- Finales

| Pos                              | Nom                               | Pays      | Temps         |
| -------------------------------- | --------------------------------- | --------- | ------------- |
| Match pour la médaille d'or      |                                   |           |               |
| Médaille d'or                    | Gong Jinjie Zhong Tianshi         | Chine     | 32 s 034 (WR) |
| Médaille d'argent                | Daria Shmeleva Anastasiia Voinova | Russie    | 32 s 438      |
| Match pour la médaille de bronze |                                   |           |               |
| Médaille de bronze               | Kaarle McCulloch Anna Meares      | Australie | 32 s 723      |
| 4                                | Kristina Vogel Miriam Welte       | Allemagne | 32 s 817      |

#### Poursuite individuelle
Finales
| Pos                              | Nom              | Pays        | Temps    |
| -------------------------------- | ---------------- | ----------- | -------- |
| Match pour la médaille d'or      |                  |             |          |
| Médaille d'or                    | Rebecca Wiasak   | Australie   | 3:30.305 |
| Médaille d'argent                | Jennifer Valente | États-Unis  | 3:33.867 |
| Match pour la médaille de bronze |                  |             |          |
| Médaille de bronze               | Amy Cure         | Australie   | 3:32.907 |
| 4                                | Joanna Rowsell   | Royaume-Uni | 3:36.330 |

#### Poursuite par équipes
64 cyclistes de 16 pays participent au tour de qualification.
- Finales

| Pos                              | Nom                                                                   | Pays             | Temps         |
| -------------------------------- | --------------------------------------------------------------------- | ---------------- | ------------- |
| Match pour la médaille d'or      |                                                                       |                  |               |
| Médaille d'or                    | Annette Edmondson Ashlee Ankudinoff Amy Cure Melissa Hoskins          | Australie        | 4:13.683 (WR) |
| Médaille d'argent                | Katie Archibald Laura Trott Elinor Barker Joanna Rowsell              | Royaume-Uni      | 4:16.606      |
| Match pour la médaille de bronze |                                                                       |                  |               |
| Médaille de bronze               | Allison Beveridge Jasmin Glaesser Kirsti Lay Stephanie Roorda         | Canada           | 4:17.824      |
| 4                                | Lauren Ellis Rushlee Buchanan Jaime Nielsen Georgia Williams          | Nouvelle-Zélande | 4:22.673      |
| Match pour la cinquième place    |                                                                       |                  |               |
| 5                                | Sarah Hammer Jennifer Valente Lauren Tamayo Ruth Winder               | États-Unis       | 4:25.644      |
| 6                                | Huang Dongyan Jiang Wenwen Jing Yali Zhao Baofang                     | Chine            | 4:28.548      |
| Match pour la septième place     |                                                                       |                  |               |
| 7                                | Charlotte Becker Stephanie Pohl Mieke Kröger Gudrun Stock             | Allemagne        | 4:30.026      |
| 8                                | Simona Frapporti Beatrice Bartelloni Tatiana Guderzo Silvia Valsecchi | Italie           | 4:31.431      |

#### Course aux points
| Pos                | Nom                 | Pays        | Points au sprint | Points au tour | Total |
| ------------------ | ------------------- | ----------- | ---------------- | -------------- | ----- |
| Médaille d'or      | Stephanie Pohl      | Allemagne   | 18               | 20             | 38    |
| Médaille d'argent  | Minami Uwano        | Japon       | 8                | 20             | 28    |
| Médaille de bronze | Kimberly Geist      | États-Unis  | 5                | 20             | 25    |
| 4                  | Élise Delzenne      | France      | 3                | 20             | 23    |
| 5                  | Giorgia Bronzini    | Italie      | 20               | 0              | 20    |
| 6                  | Sofía Arreola       | Mexique     | 13               | 0              | 13    |
| 7                  | Kirsten Wild        | Pays-Bas    | 9                | 0              | 9     |
| 8                  | Arlenis Sierra      | Cuba        | 7                | 0              | 7     |
| 9                  | Evgenia Romanyuta   | Russie      | 5                | 0              | 5     |
| 10                 | María Luisa Calle   | Colombie    | 4                | 0              | 4     |
| 11                 | Leire Olaberría     | Espagne     | 4                | 0              | 4     |
| 12                 | Kelly Druyts        | Belgique    | 4                | 0              | 4     |
| 13                 | Ina Savenka         | Biélorussie | 4                | 0              | 4     |
| 14                 | Alžbeta Pavlendová  | Slovaquie   | 2                | 0              | 2     |
| 15                 | Yao Pang            | Hong Kong   | 2                | 0              | 2     |
| 16                 | Tetyana Klimchenko  | Ukraine     | 1                | 0              | 1     |
| 17                 | Katarzyna Pawłowska | Pologne     | 1                | 0              | 1     |
| 18                 | Jarmila Machačová   | Tchéquie    | 0                | 0              | 0     |

#### Scratch
| Pos                | Nom                 | Pays             | Total     |
| ------------------ | ------------------- | ---------------- | --------- |
| Médaille d'or      | Kirsten Wild        | Pays-Bas         |           |
| Médaille d'argent  | Amy Cure            | Australie        |           |
| Médaille de bronze | Allison Beveridge   | Canada           |           |
| 4                  | Lizbeth Salazar     | Mexique          |           |
| 5                  | Alžbeta Pavlendová  | Slovaquie        |           |
| 6                  | Annalisa Cucinotta  | Italie           |           |
| 7                  | Kelly Druyts        | Belgique         |           |
| 8                  | Kimberly Geist      | États-Unis       |           |
| 9                  | Milena Salcedo      | Colombie         |           |
| 10                 | Gudrun Stock        | Allemagne        |           |
| 11                 | Tetyana Klimchenko  | Ukraine          |           |
| 12                 | Rushlee Buchanan    | Nouvelle-Zélande |           |
| 13                 | Evgenia Romanyuta   | Russie           |           |
| 14                 | Yang Qianyu         | Hong Kong        |           |
| 15                 | Jarmila Machačová   | Tchéquie         |           |
| 16                 | Katarzyna Pawłowska | Pologne          |           |
| 17                 | Elinor Barker       | Royaume-Uni      |           |
| 18                 | Sara Ferrara        | Finlande         |           |
| 19                 | Caroline Ryan       | Irlande          |           |
| 20                 | Maroesjka Matthee   | Afrique du Sud   |           |
| 21                 | Marina Shmayankova  | Biélorussie      |           |
|                    | Pascale Jeuland     | France           | déclassée |
|                    | Yumari González     | Cuba             | abandon   |
|                    | Sheyla Gutiérrez    | Espagne          | abandon   |

Pascale Jeuland est déclassée « pour être entrée dans le couloir des sprinters alors que son adversaire s'y trouvait déjà ».

#### Omnium
- Classement final

| Pos                | Nom                | Pays             | Total |
| ------------------ | ------------------ | ---------------- | ----- |
| Médaille d'or      | Annette Edmondson  | Australie        | 192   |
| Médaille d'argent  | Laura Trott        | Royaume-Uni      | 176   |
| Médaille de bronze | Kirsten Wild       | Pays-Bas         | 175   |
| 4                  | Jolien D'Hoore     | Belgique         | 166   |
| 5                  | Marlies Mejías     | Cuba             | 149   |
| 6                  | Tatsiana Sharakova | Biélorussie      | 131   |
| 7                  | Leire Olaberría    | Espagne          | 129   |
| 8                  | Sarah Hammer       | États-Unis       | 126   |
| 9                  | Tamara Balabolina  | Russie           | 120   |
| 10                 | Racquel Sheath     | Nouvelle-Zélande | 117   |
| 11                 | Anna Knauer        | Allemagne        | 112   |
| 12                 | Amalie Dideriksen  | Danemark         | 108   |
| 13                 | Simona Frapporti   | Italie           | 98    |
| 14                 | Laurie Berthon     | France           | 87    |
| 15                 | Caroline Ryan      | Irlande          | 84    |
| 16                 | Aušrinė Trebaitė   | Lituanie         | 75    |
| 17                 | Tian Yuanyuan      | Chine            | 68    |
| 18                 | Lucie Záleská      | Tchéquie         | 64    |
| 19                 | Małgorzata Wojtyra | Pologne          | 58    |
| 20                 | Diao Xiaojuan      | Hong Kong        | 55    |

## Tableau des médailles
| Rang  | Nation           | Or | Argent | Bronze | Total |
| ----- | ---------------- | -- | ------ | ------ | ----- |
| 1     | France           | 5  |        | 2      | 7     |
| 2     | Australie        | 4  | 4      | 3      | 11    |
| 3     | Allemagne        | 3  | 1      | 3      | 7     |
| 4     | Russie           | 2  | 2      |        | 4     |
| 5     | Nouvelle-Zélande | 1  | 2      | 1      | 4     |
| 5     | Pays-Bas         | 1  | 2      | 1      | 4     |
| 7     | Chine            | 1  |        | 1      | 2     |
| 8     | Colombie         | 1  |        |        | 1     |
| 8     | Suisse           | 1  |        |        | 1     |
| 10    | Royaume-Uni      |    | 3      |        | 3     |
| 11    | Espagne          |    | 2      |        | 2     |
| 12    | États-Unis       |    | 1      | 2      | 3     |
| 13    | Italie           |    | 1      | 1      | 2     |
| 14    | Japon            |    | 1      |        | 1     |
| 15    | Canada           |    |        | 2      | 2     |
| 16    | Belgique         |    |        | 1      | 1     |
| 16    | Cuba             |    |        | 1      | 1     |
| 16    | Malaisie         |    |        | 1      | 1     |
| Total | Total            | 19 | 19     | 19     | 57    |